# Ciclisme als Jocs Olímpics d'estiu de 1896 - 2 quilòmetres homes
La cursa de l'esprint masculina, sobre una distància de dos quilòmetres, fou una de les proves de ciclisme en pista que es disputà als Jocs Olímpics de 1896 el dia 11 d'abril de 1896. Constava de 6 voltes a la pista i hi prengueren part 4 ciclistes, un dels quals hagué d'abandonar per problemes mecànics.

## Medallistes
| Or          | Plata                | Bronze       |
| Paul Masson | Stamatis Nikolópulos | Léon Flameng |

## Resultats
| Posició | Ciclista             | Temps      |
| ------- | -------------------- | ---------- |
| Or      | Paul Masson          | 4' 58,2"   |
| Argent  | Stamatis Nikolópulos | 5' 00,2"   |
| Bronze  | Léon Flameng         | desconegut |
| -       | Joseph Rosemeyer     | DNF        |

DNF: no finalitza la cursa